# الكسندر هارمان
الكسندر هارمان (بالإنجليزية: Alexander Harman)‏ هو محامي وقاضي وسياسي أمريكي، ولد في 1921، وتوفي في 31 أكتوبر 1996.